# Wypadki kolejowe w Polsce
Wypadki kolejowe w Polsce – chronologiczne zestawienie wypadków kolejowych, które miały miejsce na ziemiach polskich od 1877 roku oraz statystyki bieżące. Poniżej zamieszczono informację o większych wypadkach, w których ofiarami zostali pasażerowie lub obsługa pociągów, lub które spowodowały znaczne zniszczenia pojazdów kolejowych lub straty w otoczeniu.

## Statystyki bieżące
|                                           | 2018 | 2019 | 2020 | 2021 | 2022 | 2023 |
| ----------------------------------------- | ---- | ---- | ---- | ---- | ---- | ---- |
| Poważne wypadki *)                        | 6    | 4    | 6    | 3    | 0    | 0    |
| Znaczące wypadki **)                      | 275  | 214  | 179  | 209  | 225  | 233  |
| Wypadki na przejazdach kolejowo–drogowych | 215  | 199  | 169  | 216  | 181  | 190  |
| Samobójstwa i próby samobójcze            | 121  | 171  | 142  | 151  | 183  | 147  |
| Zdarzenia SPAD                            | 121  | 111  | 100  | 169  | 152  | 165  |

*) Poważny wypadek – wypadek spowodowany kolizją lub wykolejeniem, mający wpływ na regulacje bezpieczeństwa kolei, z jedną ofiarą śmiertelną lub pięcioma ciężko rannymi, powodujący straty, które można natychmiast oszacować na kwotę ponad 2 mln EUR.
**) Znaczący wypadek – wypaadek z udziałem pojazdu kolejowego w ruchu, z co najmniej jedną ofiarą śmiertelną lub ciężko ranną, lub powodujący znaczne szkody na kwotę co najmniej 150 tys. EUR.
|                         | 2018 | 2019 | 2020 | 2021 | 2022 | 2023 |
| ----------------------- | ---- | ---- | ---- | ---- | ---- | ---- |
| Ofiary śmiertelne       | 195  | 160  | 148  | 148  | 165  | 159  |
| – w tym wśród pasażerów | 2    | 0    | 0    | 1    | 3    | 1    |
| Ciężko ranni            | 83   | 48   | 44   | 45   | 50   | 62   |
| Koszty [mln PLN]        | 175  | 141  | 466  | 534  | 562  | 561  |

## Wypadki udokumentowane

### Przed 1900 rokiem
- 26 listopada 1877 ok. godz. 6:10 – zderzenie pociągów towarowych na stacji Gorzkowice, 2 ofiary śmiertelne, kilku rannych[7].
- 21 maja 1886 ok. godz. 1:30 – zderzenie pociągu ciężarowego i towarowego przy stacji Tarnów, 1 ofiara śmiertelna (hamulcowy), 2 rannych (maszynista oraz pocztowy konduktor)[8].

### Lata 1900–1909

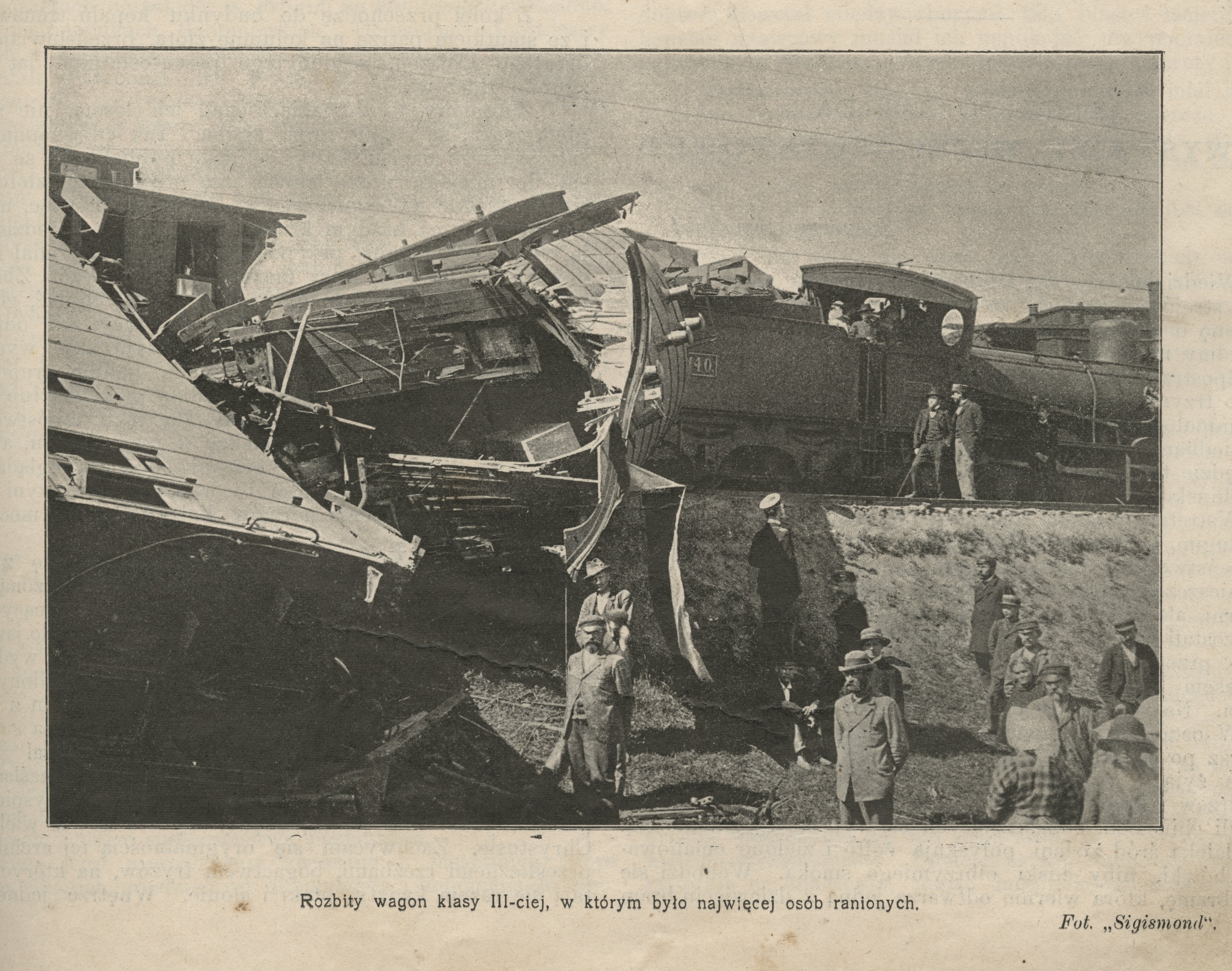
Wypadek we Włochach z dnia 13 lipca 1900 na trasie kolei Warszawsko-Wiedeńskiej

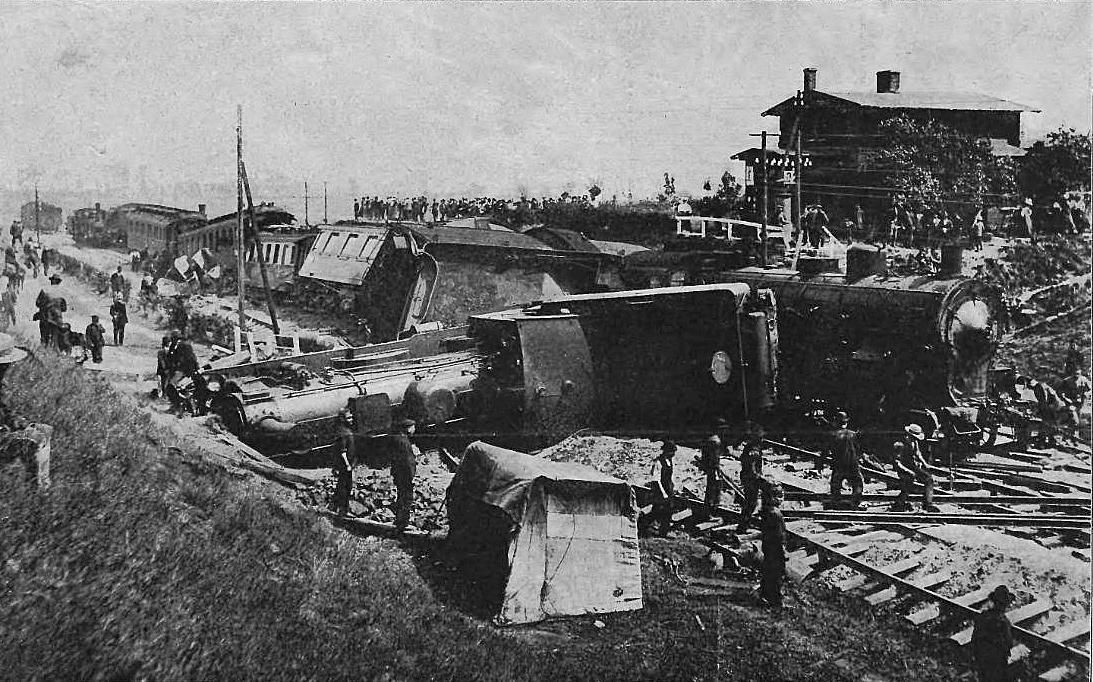
Katastrofa pod Trzemesznem w roku 1907

- 13 lipca 1900 – katastrofa kolejowa w okolicach stacji Włochy (ob. Warszawa). Starcie boczne pociągu osobowego Warszawa Wiedeńska – Granica (Sosnowiec Maczki) z pociągiem osobowym jadącym do Warszawy. Przyczyną było wadliwie działające urządzenie zabezpieczenia ruchu kolejowego informujące o położeniu zwrotnicy. 4 ofiary śmiertelne, ponad 30 osób rannych. W wypadku lekko ranni zostali Władysław Stanisław Reymont oraz Jan Gadomski, zaś zginęła podróżująca z nim redaktorka Gazety Polskiej, Teofila Gadomska, siostra Jana[9].
- 7 sierpnia 1907 – katastrofa kolejowa w okolicach wsi Wierzbiczany, pomiędzy Gnieznem a Trzemesznem, 10 lub 12 ofiar śmiertelnych[10].
- 4 września 1907 – katastrofa kolejowa pomiędzy stacjami Bukaczowce a Żurawno-Nowosielce, 2 ofiary[11].
- 1908 – katastrofa kolejowa na stacji Munina (okolice Jarosławia), 10 osób rannych, 15 zniszczonych wagonów[12].

### Lata 1910–1919
- 4 maja 1911 o godz. 13:44 – katastrofa kolejowa na stacji Medyka, zderzenie dwóch pociągów towarowych, 2 ofiary śmiertelne, 2 rannych, 12 zniszczonych wagonów[13]. Katastrofa przyczyniła się do powołania Pogotowia Ratunkowego w Przemyślu[14][15].
- 4 marca 1912 – katastrofa kolejowa w okolicach wsi Marianka (województwo lubuskie), 24 ofiary śmiertelne oraz 16 rannych.[potrzebny przypis]
- 13 marca 1912 – katastrofa kolejowa w Trzebini, zderzenie pociągu z lokomotywą przetaczającą wagony. Rannych zostało około stu pasażerów, część zmarła w szpitalach[16].
- 22 października 1913 – z nieistniejącego dziś dworca Wałbrzych Towarowy (pomiędzy obecnymi ulicami Sikorskiego i Wysockiego) w czasie burzy stoczył się niezabezpieczony hamulcem pusty wagon Pruskich Kolei Państwowych. W rejonie skrzyżowania ulic Wysockiego z Sikorskiego i Kolejową, gdzie istniało skrzyżowanie torowisk tramwajowego i kolejowego, rozpędzony wagon kolejowy uderzył w przejeżdżający tramwaj, w wyniku czego zginęło 14 osób[17].
- 13/14 stycznia 1918 – katastrofa kolejowa w Trzcianie, 16 zabitych i 27 ciężko rannych[18].
- 4 sierpnia 1918 – katastrofa kolejowa pod Oświęcimiem, 6 zabitych i 41 rannych[19][20].
- 27 stycznia 1919 – katastrofa kolejowa w Dragaczu (Dragaß). O godz. 6:32 pociąg towarowy z węglem nadjeżdżający od strony Dolnej Grupy najechał na stojący na stacji kolejowej w Dragaczu pociąg osobowy (Personenzug nr 584), który w trakcie przetaczania nie był oświetlony.  W wyniku zderzenia osiem wagonów (prawdopodobnie z obu składów) zostało wykolejonych lub uszkodzonych. Zginął jeden żołnierz a sześciu podróżnych zostało poszkodowanych[21].
- 7 lutego 1919 – katastrofa kolejowa w Witaszycach koło Jarocina. O godzinie 6:30 pociąg pośpieszny z Warszawy do Poznania wjechał na pociąg towarowy stojący na stacji w Witaszycach. Wskutek zderzenie zniszczone zostały dwie lokomotywy, wagon salonowy i dwa wagony bagażowe, kilka innych wagonów uległo mniejszym lub większym uszkodzeniom. W pociągu pospiesznym jechała do Poznania wyższa komisja kolejowa. Wskutek zderzenia zginęło 6 osób: 4 członków wspomnianej komisji (Gryżewski, Dąbrowski, Michalski i Komarnicki) oraz dwóch kolejarzy z obsługi pociągu pospiesznego (Gisler i Marynek)[22].
- 17 lutego 1919 – kolejna katastrofa kolejowa w Trzebini, zderzenie dwóch pociągów, kilkanaście osób zostało rannych.
- 5 października 1919 – pociąg wiozący żołnierzy 4. kompanii II batalionu saperów wielkopolskich (14. baon saperów) na linii Mołodeczno – Mińsk Litewski (w rejonie Radoszkowicz) z powodu mylnego nastawienia zwrotnicy ok. godziny 15:00[23] wjechał na tor prowadzący na zniszczony most. Obsługa lokomotywy spostrzegła przeszkodę, lecz było już za późno. Pociąg wpadł w wyrwę, co spowodowało śmierć 15 osób i obrażenia u 74 (lista strat batalionu z zasobów CAW wykazuje tylko rannych w liczbie 89)[24] oraz zniszczenie prawie całego taboru kompanii. Pogrzeb ofiar odbył się 10 października 1919 roku w Bobrujsku[25].
- 25 października 1919 – w godzinach porannych na stacji Krzanowice (obecna D29-193) pociąg osobowy z Opawy do Raciborza najechał na stojący pociąg towarowy. W pociągu osobowym wybuchł pożar podsycony przemycanym na masową skalę alkoholem. Z wraków wagonów wydobyto 19 zwęglonych ciał. Z 60 ciężko rannych osób pierwszej doby nie przeżyło 20. Ponadto lżej rannych było 119 osób[26].

### Lata 1920–1929
- 20 stycznia 1920 – na odcinku Trzcianka – Piła Ostbahnu (obecnie linia kolejowa nr 203) rozkręcono szyny, aby wykoleić pociąg towarowy w celach rabunkowych. Na wykolejony pociąg towarowy najechał pociąg pospieszny. 18 ofiar śmiertelnych, 20 rannych. Sprawców ujęto, osądzono i stracono[27].
- 28/29 stycznia 1920 – katastrofa kolejowa na stacji w Czersku koło Chojnic. 15 minut po północny pociąg pośpieszny relacji Insterburg (ob. Czerniachowsk) – Berlin najechał na stojący na torze głównym transport wojskowy wiozący I i IV szwadrony 6. pułku kirasjerów. Wskutek zderzenia zginął jeden żołnierz oraz dwóch pasażerów pociągu pośpiesznego. Prócz tego było 7 ciężko i 22 lekko rannych. Ciężko uszkodzone zostały lokomotywa, wagon pakunkowy i jeden wagon pociągu pasażerskiego oraz trzy wagony pociągu wojskowego. Przyczyną katastrofy było przeoczenie sygnału wjazdowego[28].
- 19 maja 1920 – katastrofa kolejowa przy stacji Munina (okolice Jarosławia), 8 zabitych, kilkadziesiąt rannych, 8 zniszczonych wagonów[29].
- 5 lipca 1920 - eksplozja jednego wagonu pociągu wiozącego amunicję pod Skierniewicami. "Tuż pod Skierniewicami mijały się dwa pociągi. towarowy z osobowym. Służba kolejowa pociągu osobowego zauważyła, że jeden wagon pociągu towarowego znajduje się w płomieniach. Zatrzymano natychmiast oba pociągi i przystąpiono do odłączenia płonącego wagonu. Zaledwie oba pociągi zdążyły się oddalić, nastąpił wybuch i wagon płonący wyleciał z hukiem w powietrze; jak się zdaje znajdowała się w nim pyrokselina."[30] Wskutek eksplozji zginęła jedna kobieta, a kilku kolejarzy zostało ogłuszonych[31].
- Wrzesień 1920 – katastrofa kolejowa pod Sobieszczanami, 7 lub 9 zabitych, kilkadziesiąt rannych[32].
- 26 kwietnia 1922 – katastrofa kolejowa na stacji Ropczyce, 10 zabitych, ok. 80 rannych[33].
- 22 listopada 1920 – katastrofa kolejowa pod Malborkiem. Po godz. 7:00 pociąg osobowy nr 1001 z Kwidzyna do Malborka za Gościszewem zderzył się czołowo z awaryjnie zatrzymanym składem towarowym zmierzającym w przeciwnym kierunku. W efekcie zderzenia zginęło 20 osób, a 36 zostało rannych[34].
- 9 września 1924 – katastrofa kolejowa pod Pomereczem; w wyniku wykolejenia się dwóch pociągów pancernych zmarło 4 żołnierzy, a 22 zostało rannych (→ więcej informacji).
- 8 marca 1925 – katastrofa kolejowa w Dulowej, pociąg osobowy relacji Łódź – Kraków najechał na pociąg towarowy; co najmniej jedna osoba zginęła oraz kilka osób zostało rannych[35].
- 30 kwietnia / 1 maja 1925 – katastrofa kolejowa w okolicach Starogardu Gdańskiego, do której doszło najprawdopodobniej na skutek zamachu terrorystycznego[36], a w której zginęło 29 podróżnych, a wielu zostało rannych.
- 8 lipca 1926 – katastrofa kolejowa pod Lipcami (dziś Lipce Reymontowskie), zderzenie 2 pociągów kurierskich, 4 zabitych i 6 osób ciężko rannych. Wśród lżej rannych był m.in. poseł Wojciech Korfanty[37].
- 1 września 1928 – katastrofa kolejowa w Gorzkowicach. Około 4 nad ranem na zatrzymany na stacji kolejowej w Gorzkowicach pociąg towarowy załadowany węglem (jadący z Górnego Śląska do Gdyni) najechał od strony Częstochowy inny pociąg z węglem. 14 wagonów miało ulec całkowitemu zniszczeniu. 1 ofiara śmiertelna i 1 osoba ranna (obaj z obsługi pociągu stojącego na stacji)[38].
- 14 sierpnia 1929 – zderzenie pociągu towarowego z towosem w Łodzi. Zginęło pięciu żołnierzy 28 Pułku Strzelców Kaniowskich i trzech kolejarzy, a ponadto 19 żołnierzy i 8 kolejarzy zostało rannych[39][40][41][42][43].
- 9 października 1929 – zderzenie czołowe pociągu pośpieszno-towarowego z osobowym za stacją Sobolew. Zginęły 3 osoby, a rannych zostało, 24 lub 30 (zależnie od źródła)[44][45][46].

### Lata 1930–1939
- 20 stycznia 1931 – zderzenie czołowe pociągu robotniczego nr 5520 relacji Strzebielino – Gdynia z parowozem przyprzęgowym, odczepionym od pociągu towarowego. Wypadek miał miejsce o godzinie 6:25 przy wjeździe od strony Redy na stację Gdynia, na rozjeździe nr 9. Śmierć na miejscu poniosły 3 osoby, dalsze 2 zmarły w szpitalu. Ciężko rannych 13.[47]
- 7 lutego 1931 – czołowe zderzenie o godzinie 5:29 w Krakowie w okolicy wiaduktu nad ul. Łokietka dwóch pociągów pasażerskich: międzynarodowego pociągu pospiesznego nr 304 relacji Bukareszt – Berlin i pospiesznego pociągu nr 5 z Warszawy do Krakowa. Zginęło 5 osób, rannych kilkadziesiąt[48].
- 7 czerwca 1931 – czołowe zderzenie pociągów osobowych w pobliżu stacji Wieszowa na obecnej linii kolejowej nr 178, które miało miejsce o godzinie 22:05; 30 osób ciężko rannych[49]. Pociąg nr 319 został odprawiony w kierunku Mikulczyc przez kierownika pociągu, bez wiedzy dyżurnego ruchu. Tymczasem od strony Mikulczyc nadjeżdżał pociąg do Brynku[50].
- 7 sierpnia 1931 – najechanie przez pociąg pospieszny nr 707 relacji Warszawa Główna – Wilno na stojący na szlaku z powodu awarii parowozu pociąg osobowy nr 721 relacji Warszawa Wileńska – Baranowicze Poleskie, z wagonami do Grajewa. Do zdarzenia doszło ok. godziny 2:20 za stacją Łapy, a przed „stacją” Baciuty. Oba pociągi zmierzały w stronę Białegostoku po tym samym torze. 4 ofiary śmiertelne, 8 rannych, w tym 5 ciężko[51][52].
- 14 grudnia 1931 – wykolejenie się przed godziną 23:00 pociągu pospiesznego nr 205 relacji Warszawa – Kraków ok. 1 km za stacją Rogów. Były ofiary śmiertelne i ranni[53].
- 15 grudnia 1933 – zderzenie dwóch pociągów w Poznaniu, zginęło 8 osób[54] (→ więcej informacji)
- 2 października 1934 – katastrofa kolejowa w Krzeszowicach, w której zginęło 12 osób[55] (→ więcej informacji).
- 16/17 grudnia 1935 – lokomotywa pociągu towarowego wpadła do rzeki, również w Krzeszowicach, 2 osoby zginęły[56].
- 2 października 1936 – pierwszy wypadek na Elektrycznej Kolei Dojazdowej: pociąg z Milanówka do Warszawy najechał we mgle na skład jadący z Włoch w okolicach Szczęśliwic; 4 osoby zostały ciężko ranne[57][58].
- 6 listopada 1936 – drugi wypadek na Elektrycznej Kolei Dojazdowej: pociąg pospieszny z Milanówka do Warszawy najechał we mgle na skład jadący z Grodziska w okolicy przystanku Raków; 1 osoba zginęła, 16 osób zostało rannych[59][60].
- 16 listopada 1936 – w pociągu nr 522 wyjeżdżającym ze stacji kolejowej w Chabówce o godz. 16:00 wykoleiły się wagony 10 III klasy i 11 pulmanowski, zginęło 6 osób.[61]
- 7 czerwca 1939 – wykolejenie w Pruszkowie o godzinie 12:07 międzynarodowego pociągu pospiesznego nr 2203/204 relacji Katowice – Warszawa Wschodnia z wagonami bezpośrednimi z Rzymu, Zakopanego oraz Wiednia; a tego dnia, w związku z reorganizacją ruchu spowodowaną pożarem Dworca Głównego w Warszawie dzień wcześniej, przekierowanego do stacji Warszawa Gdańska. W wypadku zginęło co najmniej 6 osób; rannych zostało co najmniej 16. Przyczyną była nadmierna prędkość pociągu przy wjeździe na stację od strony Brwinowa – 90 km/h zamiast 40 km/h, dozwolonej sygnałem wyświetlonym na semaforze wjazdowym. Drużyna trakcyjna została poinformowana o zmianie stacji końcowej rozkazem pisemnym na stacji w Koluszkach; ponieważ jednak w okolicy Piastowa doszło do zablokowania toru w kierunku Warszawy przez zdefektowany pociąg towarowy[62], a przejazd przez Pruszków zawsze odbywał się w pełnym biegu[63][64], załoga przeoczyła sygnał nakazujący zmniejszenie prędkości[62].
- 16 lipca 1939 – czołowe zderzenie pociągów Grójeckiej Kolei Dojazdowej w ówcześnie podwarszawskim Powsinie; zginęło 10 osób. Z powodu opóźnienia pociągu Iwiczna – Konstancin – Warszawa Belweder, dyżurny ruchu poinformował maszynistę pociągu zmierzającego z Warszawy w kierunku Konstancina o zmianie miejsca krzyżowania pociągów z Powsina na Klarysew, jednak nie poinformował o tym fakcie maszynisty pociągu z Iwicznej[65] – najtragiczniejszy udokumentowany wypadek na kolejach wąskotorowych na ziemiach polskich.
- Noc z 9 na 10 września 1939 – katastrofa w miejscowości Kolonia Góry na linii Lublin – Rozwadów, między stacjami Szastarka i Kraśnik. O godz. 3:40 doszło do zderzenia pociągu ewakuacyjnego z Chorzowa, który nagle się zatrzymał, z rozpędzonym pociągiem towarowym, określanym jako wojskowy. W wyniku katastrofy zginęło co najmniej 50 osób, głównie pasażerowie pociągu ewakuacyjnego, choć mówi się także o ofiarach wśród żołnierzy z pociągu towarowego. Szczegóły katastrofy, w tym dokładna liczba ofiar i przyczyny zatrzymania pociągu ewakuacyjnego, pozostają nieznane[66][67][68].
- 12 listopada 1939 – zderzenie dwóch pociągów w Sukowicach, w którym zginęło kilkadziesiąt osób, a kilkadziesiąt zostało rannych (różne opracowania podają różne dane).[potrzebny przypis]

### Lata 1940–1949

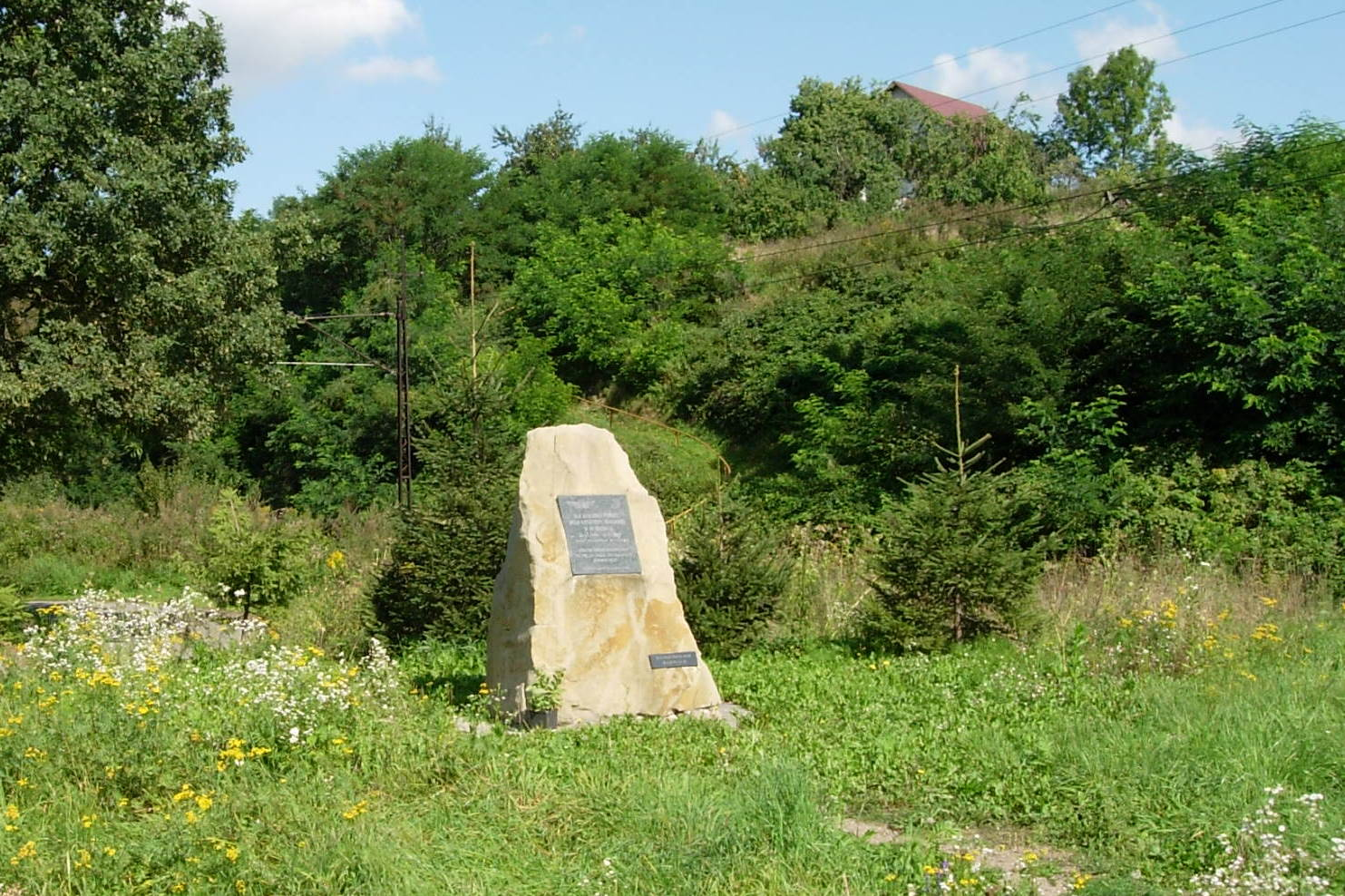
Miejsce upamiętnienia katastrofy kolejowej w Barwałdzie Średnim w 1944 r.

- 26/27 grudnia 1941 – zderzenie pociągów w Drzewcach (Leichholz) niedaleko Rzepina; według oficjalnego komunikatu Deutsche Reichsbahn – w wyniku najechania pociągu pospiesznego Berlin – Warszawa na pociąg towarowy z cysternami z benzyną zginęło 41 osób, jednak według ówczesnego zawiadowcy stacji Zbąszynek Kurta Gollascha liczba ofiar miała sięgnąć 284[69] – jeden z dwóch najtragiczniejszych udokumentowanych wypadków na ziemiach polskich w historii.
- 30 marca 1944, godz. 10:50 – zderzenie pociągów na linii kolejowej Lublin – Rozwadów, w okolicach Zemborzyc. Zginęły 22 osoby, dokładna liczba rannych nieznana, kilka wagonów zostało całkowicie zniszczonych[70].
- 24 listopada 1944 – katastrofa kolejowa w Barwałdzie Średnim; w wyniku czołowego zderzenia pociągu pospiesznego z Zakopanego do Krakowa z pociągiem wojskowym zginęło 60 osób, a 130 zostało rannych (podawano również, że zginęły 134 osoby)[71] (→ więcej informacji) – jeden z dwóch najtragiczniejszych udokumentowanych wypadków na ziemiach polskich w historii.
- 25 stycznia 1945 – w tunelu w Świerkach Dolnych (Nieder Königswalde) na linii Wałbrzych – Kłodzko od pociągu ratunkowego oderwało się 30 wagonów krytych, w których przewożono rannych żołnierzy i ludność cywilną oraz amunicję i inne materiały wojskowe. Wagony te zaczęły coraz szybciej toczyć się w stronę Nowej Rudy, gdzie stał gotowy do odjazdu planowy pociąg osobowy. Żeby uniknąć zderzenia obu składów, wagony toczące się po spadku skierowano na żeberko kopalni w Ludwikowicach Kłodzkich, gdzie uległy rozbiciu oraz stanęły w płomieniach i nastąpiły detonacje. Zginęło co najmniej 65–70 osób, uratowało się 8 pasażerów[72].
- 30 stycznia 1945 – pomiędzy stacjami Gorzów Wielkopolski Wieprzyce i Łupowo doszło do zderzenia lokomotyw z pociągiem ewakuacyjnym. Zginęło 21 osób, a cztery zostały ranne[73].
- 28 września 1946 – katastrofa kolejowa na stacji Łódź Kaliska, w której wyniku zginęło 21 osób, a ponad 40 zostało rannych (→ więcej informacji).
- 4 października 1946 – katastrofa kolejowa na stacji Szczecin Turzyn, w której zginęło 7 osób, a 15 zostało rannych (→ więcej informacji).
- 15 lutego 1948 ok. godz. 15:30 – niedaleko posterunku Krykulec (obecnie na terenie miasta Gdyni) na linii kolejowej nr 201. Pociąg towarowy zjeżdżający z góry wjechał na tył innego pociągu niszcząc 16 wagonów. W wypadku zginął kierownik rozpędzonego składu, ranne zostały jeszcze dwie osoby. Usunięcie skutków wypadku trwało ok. 4 dni[74].

### Lata 1950–1959
- 27/28 grudnia 1951 – wypadek kolejowy w Dębicy, w którym zginęło 11 osób, a 11 zostało rannych (→ więcej informacji).
- 19 stycznia 1952 – wypadek na przejeździe w Występie, w którego wyniku zginęło 17 osób, a kilkanaście zostało rannych. Kilka osób zmarło w czasie późniejszym[75].
- 26 stycznia 1954 – katastrofa kolejowa w miejscowości Sątopy-Samulewo, w której zginęło co najmniej 18 osób, rannych zostało co najmniej 37 osób[76] (→ więcej informacji).
- 24 lutego 1954 – katastrofa kolejowa w Świebodzicach koło Wałbrzycha. Zginęło ponad 10 osób, a kilkadziesiąt zostało rannych[77].
- 31 października 1958 – zderzenie pociągów na stacji Nakło nad Notecią, w którego wyniku zginął konduktor hamulcowy.

### Lata 1960–1969
- 6 stycznia 1960 – zderzenie pociągu relacji Bytom – Kamieniec Ząbkowicki z autobusem PKS relacji Opole – Izbicko w Opolu przy Alei Niepodległości. Zginęło 16 osób, a ponad 30 zostało rannych[78].
- 2 lipca 1962 – zderzenie pociągów na stacji Opole Główne, jedna osoba, maszynista, została ranna.
- 9 października 1962 – katastrofa kolejowa w Jarostach pod Piotrkowem Trybunalskim, w której zginęły 34 osoby, a 67 zostało rannych (→ więcej informacji).
- 5 grudnia 1962 – katastrofa na przejeździe kolejowym w Mińsku Mazowieckim, w wyniku zderzenia autobusu PKS do Siennicy z pociągiem pośpiesznym relacji Moskwa – Berlin zginęło 9 osób, 20 było rannych, w tym 12 ciężko[79][80].
- 15 kwietnia 1963 – katastrofa kolejowa w Leżajsku, zginęły 2 osoby[81].
- 21 sierpnia 1963 – pierwsza katastrofa kolejowa w Babach; w wyniku wykolejenia pociągu pospiesznego z Warszawy do Zakopanego i Krynicy rannych zostało 11 osób. Przyczyną była usterka zwrotnicy rozjazdu[82].
- 13 stycznia 1964 roku w Marcinkowicach doszło do zderzenia pociągu towarowego z osobowym, ginie 10 osób a kilkadziesiąt zostało rannych[83].
- 9 maja 1964 – w okolicy stacji Chełmek pociąg osobowy najechał na wagony składu towarowego. 13 osób zginęło, a 15 zostało poważnie rannych[84].
- 20 czerwca 1966 – katastrofa kolejowa na stacji Życzyn.
- 6 lipca 1966 – katastrofa kolejowa na stacji Wawer k. Warszawy, 17 rannych, 1 ofiara śmiertelna (→ więcej informacji).
- 22 listopada 1966 – katastrofa kolejowa na st. Różyny. Pociąg towarowy w kierunku Tczewa stał na torze bocznym i o godz. 5:55 miał przepuścić rozkładowy pociąg osobowy do Olsztyna. Jednak maszynista pociągu towarowego ruszył, choć semafor wyjazdowy ze stacji wskazywał wolną drogę nie dla niego, lecz dla pociągu osobowego. W wyniku starcia uszkodzeniu uległy oba wagony SN61 i parowóz Ty2-1004, którego 27-letni pomocnik maszynisty zginął na miejscu, a 33 pasażerów zostało rannych[85].
- 29 grudnia 1966 – wykolejenie się i spadek z nasypu pociągu przyspieszonego prowadzonego parowozem Pt47-173 na odcinku Drzeńsko – Rzepin (na skutek braku wiedzy maszynisty o przełożeniu linii w inne miejsce i pokonaniu rozjazdu ze zbyt dużą prędkością). Zginął pomocnik maszynisty i 5 pasażerów, a dalsze osoby odniosły rany[86].
- 3 lipca 1967 – katastrofa kolejowa koło Działdowa, w której zginęło 7 osób, a 47 zostało rannych (→ więcej informacji).
- 30 sierpnia 1967 – katastrofa pociągu pospiesznego na stacji Nosówko (trasa Białogard – Koszalin), w której zginęła drużyna parowozu Pt31-50.
- 10 kwietnia 1968 – katastrofa kolejowa koło Ząbrowa, na trasie z Malborka do Iławy doszło do zderzenia czołowego Ty2-101 z Ty2-1264. Oba parowozy uległy zniszczeniu, zginęły obie drużyny, konwojent i 2 hamulcowych jadący w brankardzie. Przyczyną katastrofy był błąd nastawniczego ze stacji Ząbrowo, który wypuścił pociąg prowadzony przez Ty2-101 na zajęty szlak.
- 6 maja 1968 – wypadek kolejowy w Kochanówce koło Dębicy, w którym zginęło 7 osób[87][88] (→ więcej informacji).
- 15 czerwca 1969 o godz. 15:40 – katastrofa kolejowa na jednotorowym szlaku nr 201 pomiędzy Kościerzyną a Skorzewem. Zderzyły się pociągi towarowy z Gdyni z osobowym z Kościerzyny. Zginęło 7 osób, a 14 zostało rannych. Był to najtragiczniejszy wypadek w historii lokomotyw Ty246[89][90].
- 20 sierpnia 1969 – katastrofa kolejowa koło Gubina, w której zginęły 4 osoby, a 27 zostało rannych. Dyżurni ruchu wyprawili na ten sam jednotorowy szlak (linii Gubin – Krosno Odrzańskie) dwa pociągi: towarowy Gubin – Głogów oraz osobowy Poznań – Gubin.
- 30 sierpnia 1969 – wypadek kolejowy w Jezierzycach koło Słupska – wykolejenie pociągu osobowego, zginęły 2 osoby, ciężko ranne zostały cztery osoby[91].

### Lata 1970–1979
- 3 czerwca 1972 – katastrofa kolejowa pod Bydgoszczą, w której wyniku zginęło 12 osób, a 26 zostało rannych (→ więcej informacji).
- 6 lipca 1972 – w Miłobądzu wykoleił się parowóz oraz kilka wagonów i zginęły 2 osoby[92].
- 27 sierpnia 1973 – katastrofa kolejowa w okolicach Radkowic, w której zginęło 16 osób, a 24 zostały ranne (→ więcej informacji).
- 1 września 1975 – katastrofa kolejowa pod Chorzewem, w której zginęło 6 osób, a 19 zostało rannych (→ więcej informacji).
- 14 września 1975 – zderzenie pociągów na trasie Niwnice – Nowogrodziec w DOKP Wrocław z winy służby ruchu. Zginął pomocnik maszynisty, maszynista został ciężko ranny.
- 3 listopada 1976 – katastrofa kolejowa w Juliance, w której zginęło 25 osób, a 79 zostało rannych (→ więcej informacji).
- 19 grudnia 1976 – najechanie zespołem trakcyjnym EN57 na koniec pociągu towarowego koło przystanku Gdynia Wzgórze Nowotki. Śmierć poniósł maszynista i kierownik pociągu, 7 pasażerów odniosło lżejsze obrażenia.
- 28 lutego 1977 – katastrofa kolejowa na stacji kolejowej w Psarach. W wyniku wypadku zginęła załoga lokomotywy ET22-121.
- 9 lipca 1977 – katastrofa kolejowa pod Wrocławiem, w której zginęło 11 osób, a ponad 20 zostało rannych (→ więcej informacji).
- 7 grudnia 1977 – katastrofa kolejowa w Kraskach, w której zginęło 7 osób, a 56 zostało rannych (→ więcej informacji).
- 5 lutego 1978 – katastrofa kolejowa pod Ełkiem, w której zginęło 5 osób, a 15 zostało rannych.
- 1 sierpnia 1978 – katastrofa kolejowa pod Brodami Warszawskimi, w której zginęło 6 osób, a 98 zostało rannych.
- 7 września 1979 – zderzenie pociągów w Strażowie, w którego wyniku zginęło 10 osób, a 7 zostało rannych (→ więcej informacji).
- 19 grudnia 1979 – katastrofa kolejowa w Blachowni, jedna osoba zginęła, 28 zostało rannych.

### Lata 1980–1989

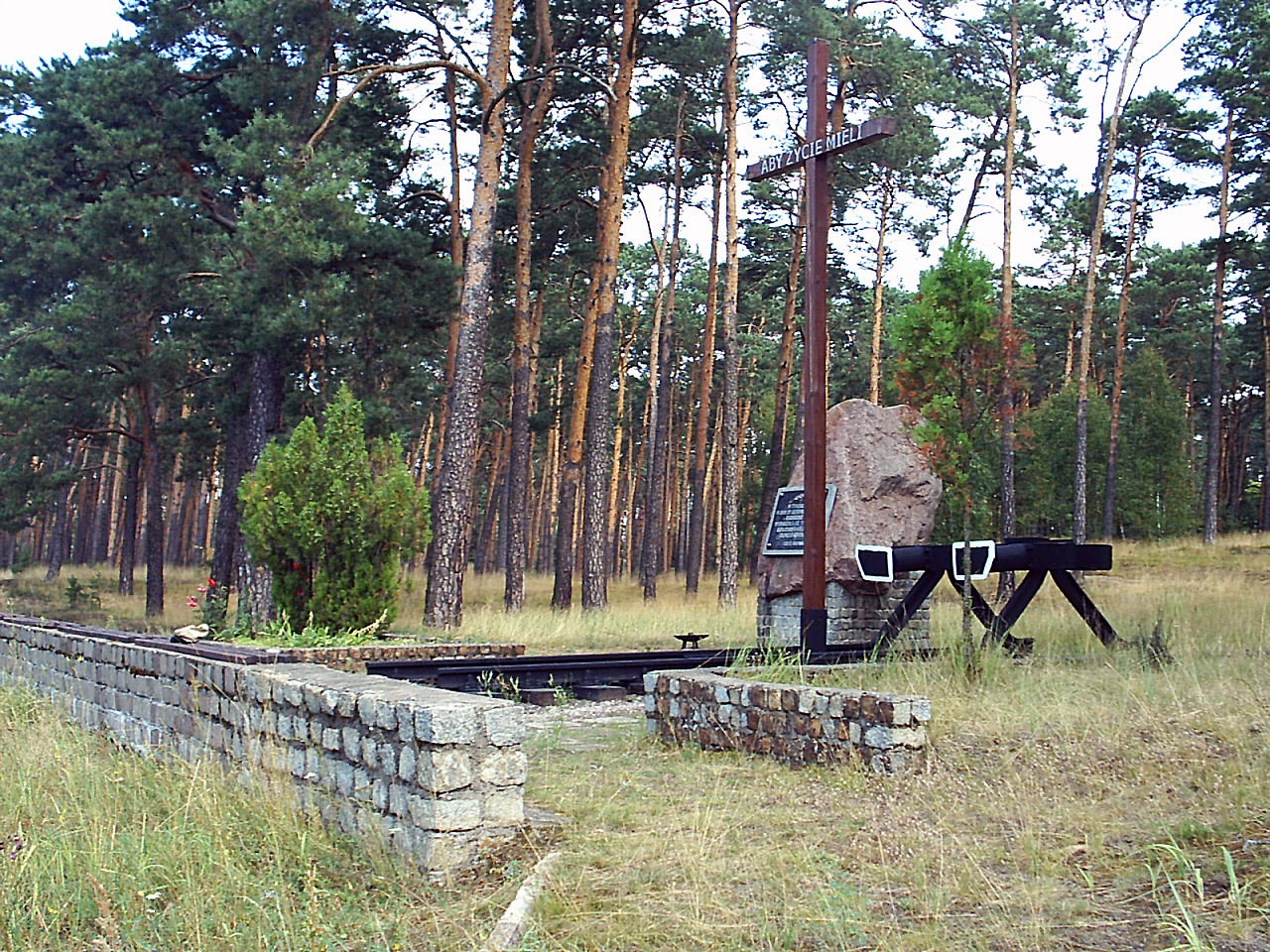
Miejsce upamiętnienia katastrofy kolejowej pod Otłoczynem w 1980 r.

- 19 sierpnia 1980 – katastrofa kolejowa pod Otłoczynem, w której zginęło 67 osób, a 64 zostały ranne (→ więcej informacji).
- 23 września 1980 – wykolejenie pociągu towarowego w pobliżu Piechowic, w którego wyniku 2 osoby zginęły na miejscu, a 1 osoba została ciężko ranna.
- 4 czerwca 1981 – zderzenie pociągów w Osiecku, w którym zginęło 25 osób, a 6 zostało rannych (→ więcej informacji).
- 21 sierpnia 1982 – zderzenie pociągów w Wierzchucinie, w którego wyniku zginęły 2 osoby.
- 18 lutego 1983 – katastrofa kolejowa pod Janikowem, w której zginęły 3 osoby, a 19 zostało rannych (→ więcej informacji).
- 17 listopada 1983 – zderzenie pociągów w Wołominie, w którego wyniku 2 osoby zginęły, a 6 zostało rannych.
- 23 sierpnia 1984 – zderzenie pociągu osobowego z autobusem komunikacji miejskiej na otwartym przejeździe kolejowym w Skarżysku-Kamiennej, w wyniku którego śmierć poniosły 4 osoby, 59 zostało rannych, z czego 18 lżej[93].
- 17 października 1984 – katastrofa kolejowa pod Kluczborkiem w Bąkowie, w której zginęły 4 osoby, a 60 zostało rannych (→ więcej informacji)[94].
- 3 lutego 1985 – zderzenie pociągu z ciągnikiem RSP pod Prudnikiem w Dytmarowie, zginęły 2 osoby, a 1 osoba została ciężko ranna[95].
- 19 września 1985 – katastrofa kolejowa na przejeździe w Olsztynie, w której zginęło 6 osób, a 14 zostało rannych[96].
- 24 września 1985 – zderzenie pociągów na przystanku Rybienko w Wyszkowie, w którego wyniku 2 osoby zginęły, a 15 zostało rannych.
- 1 października 1985 – katastrofa kolejowa w Suszu, w której zginęły 4 osoby, a 34 zostało rannych[97][98].
- 14 września 1986 – katastrofa kolejowa w Łochowie – zginęły 2 osoby, a 7 zostało rannych.
- 30 grudnia 1986 – katastrofa kolejowa w Nowym Dworze Mazowieckim, w której zginęło 6 osób, a 10 zostało rannych (→ więcej informacji).
- 3 września 1987 – katastrofa kolejowa na stacji Warszawa Włochy, w której wyniku zginęło 8 osób, a kilkadziesiąt zostało rannych (→ więcej informacji).
- 29 września 1987 – katastrofa kolejowa pod Terespolem Pomorskim, w której zginęło 5 osób, a 35 zostało rannych.
- 21 grudnia 1987 – katastrofa kolejowa pod Żyrardowem, w której zginęła 1 osoba (maszynista), a kilka zostało rannych[99].
- 19 maja 1988 – katastrofa kolejowa w Pile, w której wyniku zginęło 10 osób, a 28 zostało rannych (→ więcej informacji).
- 4 czerwca 1988 – zderzenie pociągu z ciężarówką wojskową pod Bytomiem Odrzańskim, zginęło 10 osób, a 3 zostały ranne (→ więcej informacji)
- 9 marca 1989 – katastrofa kolejowa w Białymstoku (→ więcej informacji).

### Lata 1990–1999
- 23 czerwca 1990 – wypadek kolejowy pod Budachowem koło Rzepina, w którego wyniku 1 osoba zginęła, a 15 zostało rannych.
- 20 sierpnia 1990 – zderzenie pociągów w Warszawie, w którym zginęło 16 osób, a 64 zostały ranne (→ więcej informacji).
- 23 czerwca 1991 – katastrofa kolejowa pod Tychami, w której zginęły 3 osoby, a 25 doznało obrażeń ciała[100][101].
- 2 czerwca 1992 – katastrofa kolejowa na przystanku SKM Gdańsk Stocznia, w wyniku której zginęła 1 osoba (kierownik pociągu)[102].
- 26 września 1992 – zderzenie pociągów Kopalni Piasku Szczakowa na stacji Jęzor Centralny w Sosnowcu. Zginął pomocnik maszynisty jednego z pociągów, zaś maszynista drugiego został ciężko ranny[103].
- 16 grudnia 1993 – zderzenie pociągów pod Turzynowem koło Kłodawy, w którego wyniku 1 osoba zginęła a 3 zostało rannych.
- 12 stycznia 1994 – wykolejenie pociągu na stacji Gliwice Łabędy, w którego wyniku 1 osoba zginęła, a 7 zostało rannych[104].
- 25 lutego 1994 – zderzenie pociągów pod Starzynami, w którym zginęła jedna osoba, a 7 zostało rannych[105].
- 9 grudnia 1994 – zderzenie pociągów na stacji Bednary, w którym zginęła 1 osoba, a 66 zostało rannych.
- 9 września 1995 – zderzenie pociągów towarowych koło Lublińca na linii kolejowej nr 143, w którym doszło do poważnych zniszczeń taboru. Brak danych o poszkodowanych.
- 22 lutego 1996 - zderzenie pociągu pośpiesznego z samochodem osobowym na przejeździe kolejowym w Różynach. 4 osoby ranne. Winna dróżniczka, która otworzyła szlabany mimo informacji o zbliżającym się pociągu
- 5 maja 1997 – katastrofa kolejowa na stacji Reptowo, w której wyniku zginęło 12 osób, a 36 było rannych (→ więcej informacji).
- 16 lipca 1998 – wypadek kolejowy na stacji Grajewo, w którym 1 osoba została ranna.
- 26 kwietnia 1999 – wykolejenie pociągu na stacji Zarzeka, w którego wyniku 30 osób zostało rannych[106][107].
- 18 maja 1999 – zderzenie pociągów pasażerskich na stacji Wejherowo, w którym rannych zostało 10 osób[108][109].
- 27 lipca 1999 – wypadek na przejeździe w Owadowie koło Radomia, w którym zginęło 6 osób[110].

### Lata 2000–2009
- 10 września 2000 – katastrofa kolejowa w Żurawicy, w której wyniku zginęły 2 osoby, a 7 zostało rannych[111] (→ więcej informacji).
- 27 stycznia 2001 – zderzenie pociągów w Górażdżach koło Opola, w którym 2 osoby zginęły, a 1 została ranna[112].
- 4 stycznia 2004 – wypadek kolejowy w Miałach koło Wronek, w którym 25 osób zostało rannych[113].
- 18 lutego 2004 – w Gołaszewie, gm. Kowal, na przejeździe kolejowo-drogowym, z nieustalonej przyczyny doszło do zderzenia pociągu osobowego z samochodem ciężarowym Scania, który stanął pomiędzy rogatkami. Pociąg pośpieszny „Kopernik” relacji Warszawa – Bydgoszcz uderzył w naczepę ciągnika załadowaną ciężkimi zwojami ocynkowanej blachy. Kierowca samochodu ciężarowego poniósł śmierć na miejscu. Z pociągu ewakuowano 85 osób. Straty oszacowano na ok. 450 tys. PLN. Uszkodzona lokomotywa serii EU07-014 została skreślona z inwentarza PKP 1 stycznia 2005.
- 14 lipca 2005 - zderzenie pociągów towarowych na stacji w Gliwicach. Zginął jeden z maszynistów, zaś drugi został ranny[114].
- 19 grudnia 2005 – wypadek kolejowy w Świnnej na trasie Sucha Beskidzka – Żywiec. W wyniku awarii hamulców w jednym ze składów doszło do najechania pociągów. 8 osób zostało rannych[115][116] (→ więcej informacji).
- 11 lipca 2006 – wypadek kolejowy w Kłaju, w którym 1 osoba została ranna[117].
- 16 listopada 2006 – zderzenie pociągów towarowych w Zaryniu, w którego wyniku zginęła 1 osoba oraz wystąpiły duże straty materialne[118].
- 17 listopada 2006 – wypadek na przejeździe w Gołaszynie koło Bojanowa, w którego wyniku 4 osoby zginęły, a 1 została ranna[119].
- 15 listopada 2007 – katastrofa kolejowa na przejeździe w Polednie, w której zginęły 2 osoby, a około 20 zostało rannych[120].
- 6 kwietnia 2009 – katastrofa kolejowa na przejeździe w Białogardzie – ciężarówka zderzyła się z pociągiem powodując jego wykolejenie. Kierowca samochodu ciężarowego zginął na miejscu, ponad 30 osób zostało rannych, w tym kilka krytycznie[121].
- 4 sierpnia 2009 – wypadek na przejeździe pomiędzy Zawadą a Starą Łubianką koło Piły. o godzinie 5:20 pociąg pospieszny 38505 relacji Rzeszów – Kołobrzeg uderzył w samochód ciężarowy przewożący drewno. 4 osoby zostały ranne, w tym kierowca ciężarówki[122]. Lokomotywa (EU07-520) spadła z nasypu, wykolejony przedni wózek pierwszego wagonu[123].

### Lata 2010–2019

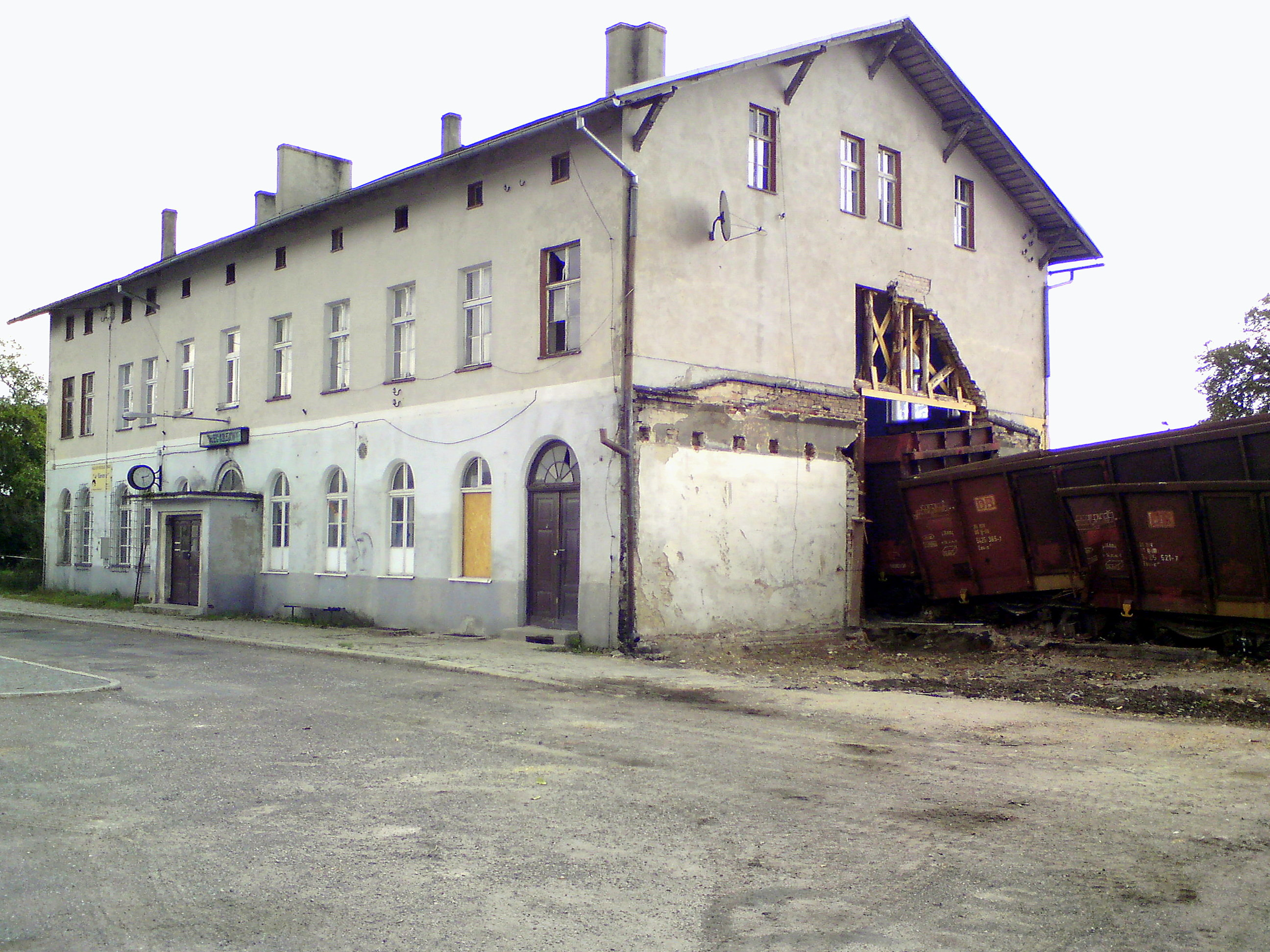
Wagony wbite w budynek dworca w Zwierzynie

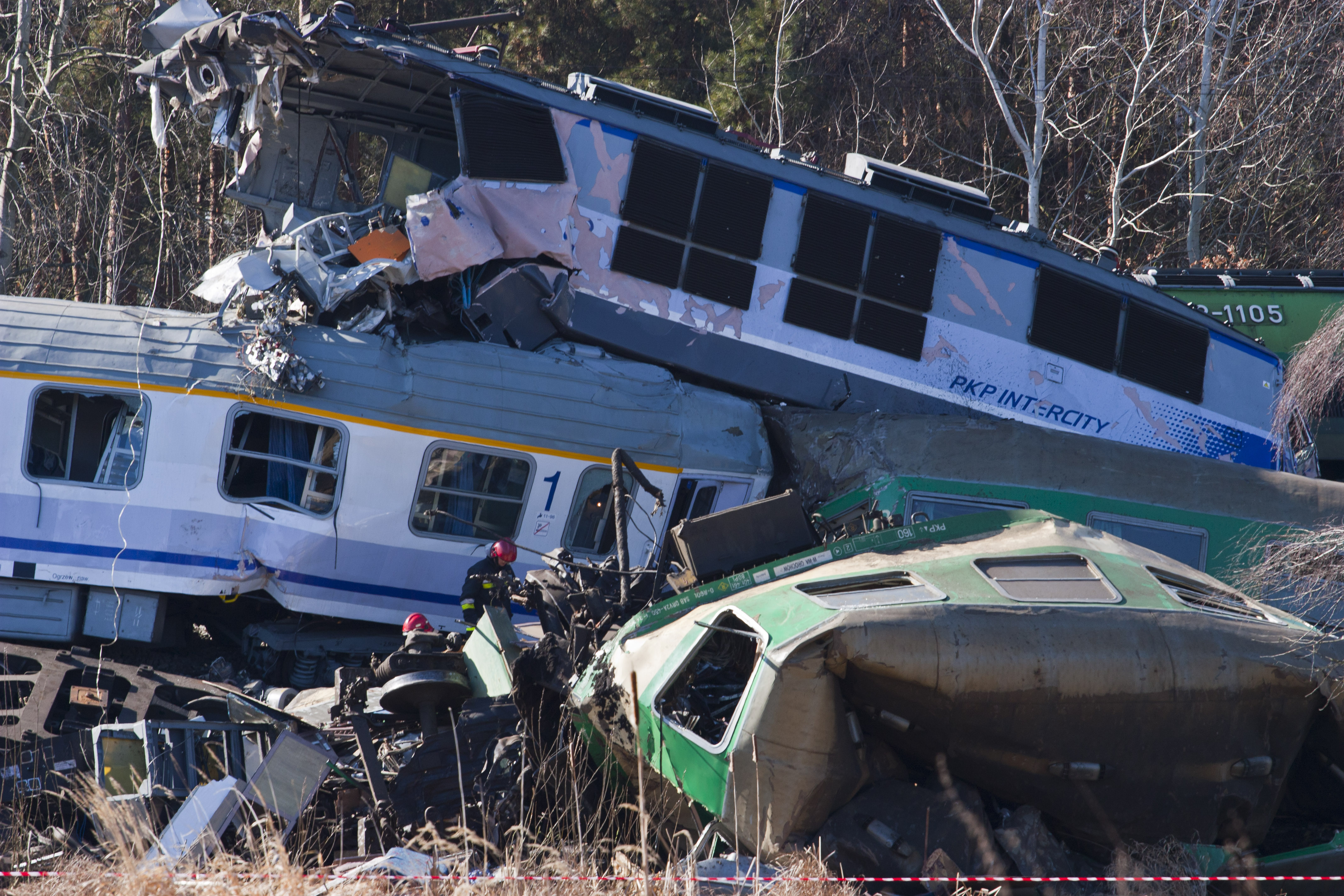
Katastrofa kolejowa pod Szczekocinami

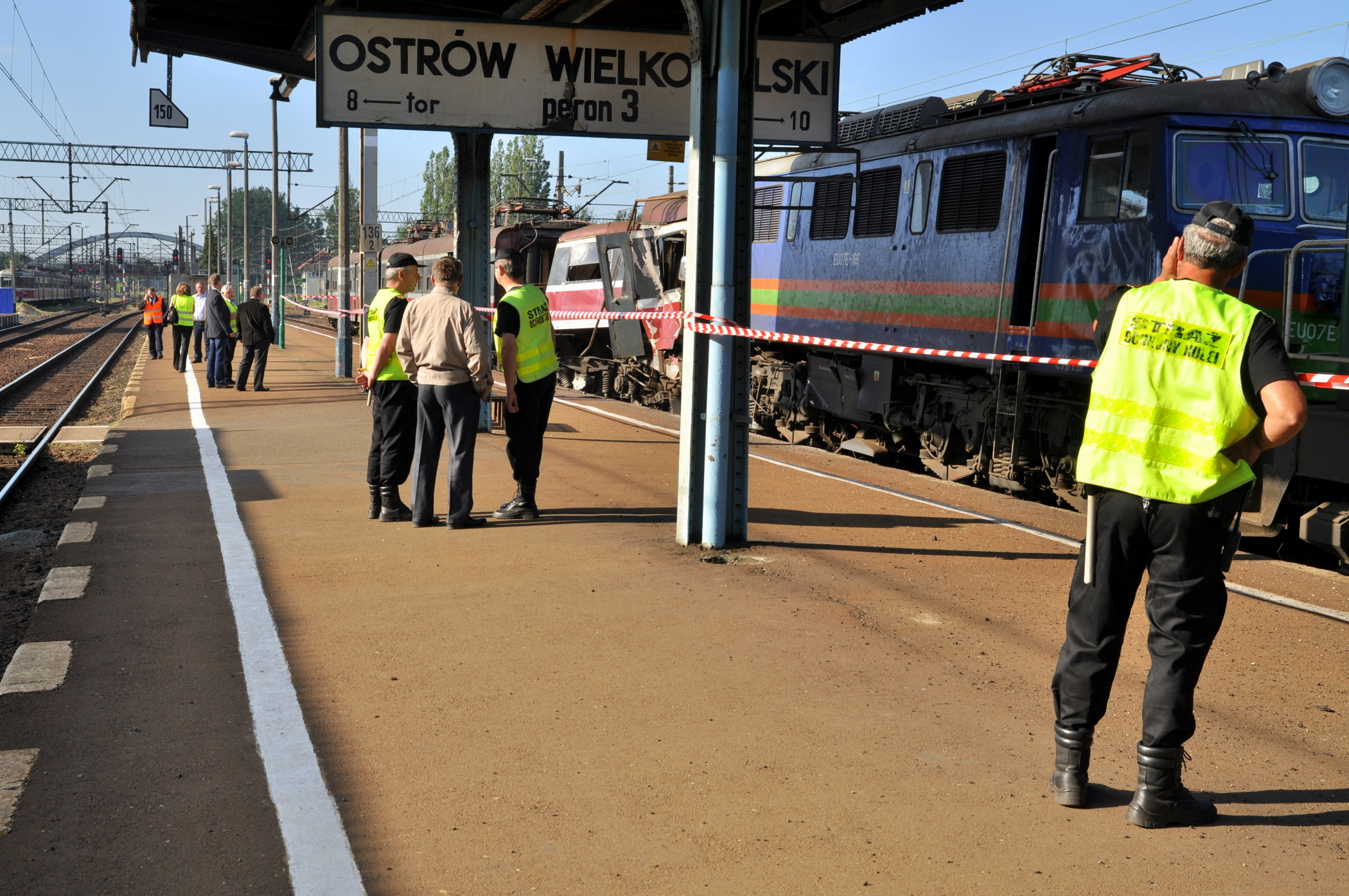
Zderzenie pociągów na stacji w Ostrowie Wlkp.

- 13 lipca 2010 – zderzenie pociągów w Korzybiu, w którego wyniku rannych zostało od 34 do 50 osób[124][125][126], za winnego uznano jednego z maszynistów[127].
- 28 września 2010 – wypadek na przejeździe w Lipuszu, w którego wyniku zginął maszynista, a 7 osób zostało rannych[128][129][130].
- 8 listopada 2010 – katastrofa kolejowa w Białymstoku, w której ranne zostały 3 osoby (→ więcej informacji).
- 28 kwietnia 2011 – katastrofa kolejowa na przejeździe w Mostach, w której zginęły 2 osoby, a 25 zostało rannych[131][132]. Sprawcą był kierowca ciężarówki z załadowaną cegłami naczepą, który ignorując znak „stop” oraz sygnały świetlne i dźwiękowe ostrzegające o nadjeżdżającym pociągu wjechał na przejazd[133]. Cztery wagony pociągu oderwały się od składu i przewróciły[134].
- 26 lipca 2011 – katastrofa kolejowa w Zwierzynie. Wagony pociągu towarowego odczepiły się od reszty, a następnie, po przejechaniu 2 kilometrów, z prędkością 100 km/h wypadły z torów i uderzyły w budynek stacji. Zginęły 2 osoby przebywające w budynku oraz 18-latka potrącona przez wagony[135] (→ więcej informacji).
- 12 sierpnia 2011 – druga katastrofa kolejowa w Babach, w której zginęły 2 osoby, a 80 zostało rannych[136][137] (→ więcej informacji).
- 15 października 2011 – zderzenie szynobusu SA133-003 z samochodem osobowym w Czechowie koło Gorzowa Wielkopolskiego. W wypadku zginęły 2 osoby, a 2 zostały ranne[138].
- 3 marca 2012 – katastrofa kolejowa pod Szczekocinami. W wypadku zginęło 16 osób, a 57 zostało rannych[139][105]
- 27 maja 2012 – zderzenie pociągu towarowego z pociągiem osobowym na stacji Ostrów Wielkopolski[140][141].
- 1 sierpnia 2013 – przed godz. 20 na łącznicy nr 729 Górki – Zajączkowo Tczewskie w Rokitkach na stojący pociąg z węglem PKP Cargo najechał pociąg przewoźnika WAM wiozący tłuczeń, prowadzony przez lokomotywy EU07-206 i SM42-2431. Ranny został jeden z maszynistów[142][143][144].
- 10 lutego 2014 – około godz. 5:30 w okolicy przystanku Warszawa Wesoła doszło do najechania na pociąg Kolei Mazowieckich relacji Warszawa Zachodnia – Mrozy obsługiwany przez EZT EN57AKM-1609+EN57AKM-1623 przez pociąg SKM Warszawa relacji Warszawa Zachodnia – Sulejówek obsługiwany przez EZT 27WE-009. Jedna osoba została ranna[145]. Stopień uszkodzenia EN57AKM-1623 zakwalifikował jednostkę do kasacji.

- 9 grudnia 2015 – najechanie pociągu towarowego na inny pociąg towarowy w poznańskim Pokrzywnie[146] – wykoleiły się 4 wagony, a jedna z lokomotyw (S200) została poważnie uszkodzona.
- 30 sierpnia 2017 – zderzenie pociągu TLK Pogoria z pociągiem towarowym w Smętowie Granicznym, i w konsekwencji wykolejenie składu w którym 24 osoby zostały ranne[147].
- 23 października 2017 – zderzenie szynobusu SA109-009 ze śmieciarką w Nowym Gronowie. Kilkanaście osób rannych[148].

### Od 2020

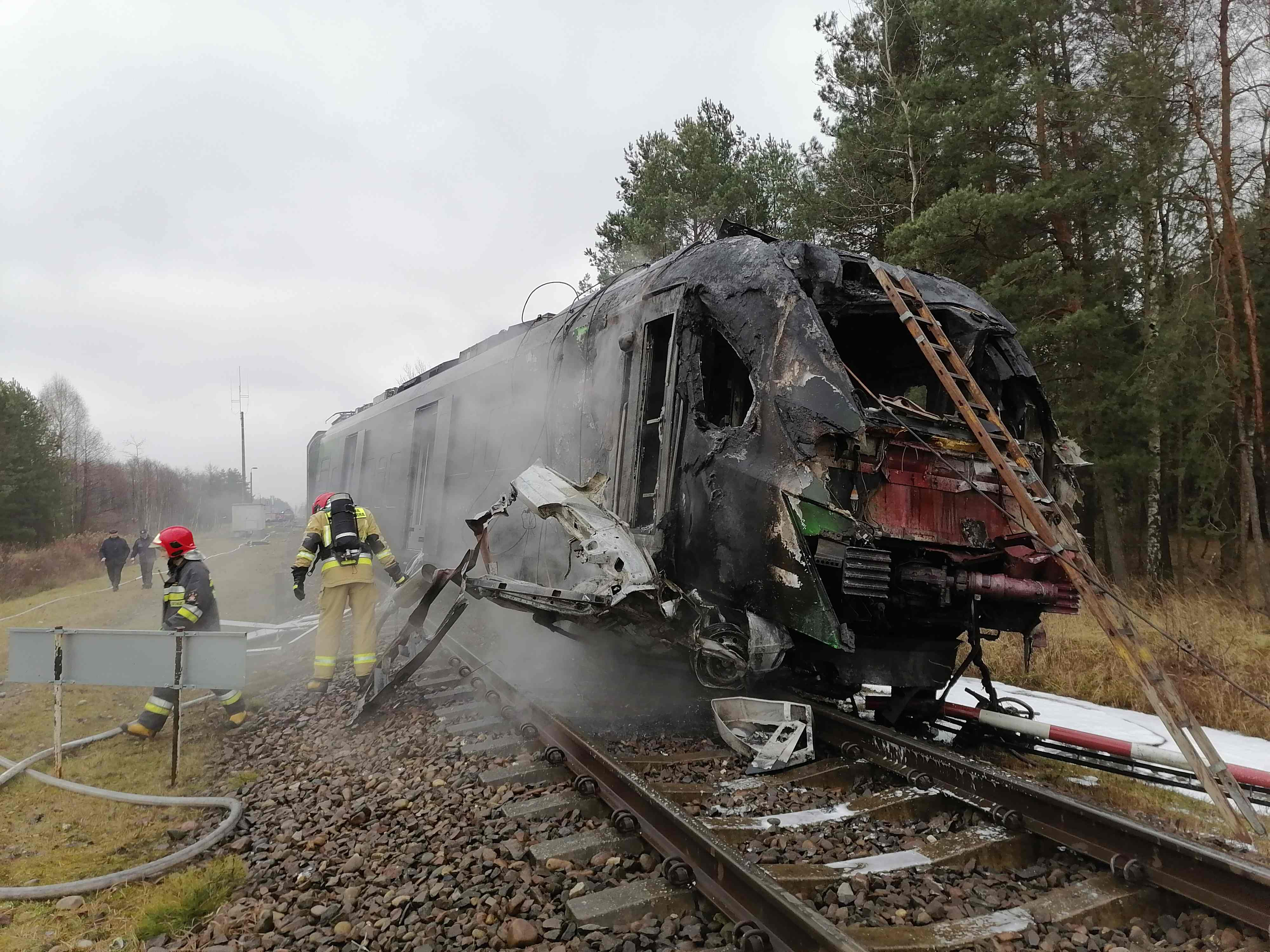
Szynobus EN63B po zderzeniu z samochodem dostawczym w Widełce

- 29 kwietnia 2020 – zderzenie szynobusu SA132-012 z ciężarówką na przejeździe kolejowo-drogowym w Bolechowie. 10 osób rannych[149].
- 26 lutego 2021 – zderzenie pociągu z lokomotywą spalinową w Chałupkach Dębniańskich na znajdującej się w tej miejscowości stacji Grodzisko Dolne. 5 osób rannych[150]
- 14 stycznia 2022 – zderzenie pojazdu EN63B-108 z samochodem ciężarowym na przejeździe kolejowo-drogowym kategorii C w miejscowości Widełka, na trasie Rzeszów – Kolbuszowa. W wyniku wypadku śmierć poniosły 2 osoby (kierowca samochodu dostawczego i pasażerka szynobusu), a 5 zostało rannych, ponadto pociąg został poważnie uszkodzony przez pożar[151][152].
- 19 lipca 2022 – zderzenie szynobusu SA139-006 z samochodem osobowym w Dąbrówce Wielkopolskiej. W wypadku zginęły 3 osoby[153].
- 24 sierpnia 2023 – zderzenie pociągu towarowego PKP Cargo z pociągiem osobowym Kolei Mazowieckich w Skierniewicach[154].
- 14 października 2023 – zderzenie czołowe pociągu osobowego relacji Malbork – Gdynia Chylonia z manewrującym szynobusem na stacji Gdynia Główna. 4 osoby zostały ranne[155].
- 1 lipca 2024 – zderzenie w Ołtarzewie pociągu osobowego Stadler FLIRT relacji Sochaczew – Warszawa Wschodnia z naczepą stojącej na przejeździe ciężarówki. W wyniku wypadku maszynista pociągu poniósł śmierć na miejscu[156].
- 3 listopada 2024 – samochód osobowy wjechał pod pociąg relacji Warszawa Zachodnia – Gdynia Główna w Karwicy Mazurskiej. 5 osób zginęło na miejscu[157].
- 26 listopada 2024 – w Nowej Suchej kierowca wjechał pod zamykające się rogatki, a ciężarówka utknęła. Na skutek uderzenia pojazd wyrzucony został na bok, pierwszy człon pociągu osobowego Pesa Dart wykoleił się, a przód EZT i infrastruktura kolejowa zostały uszkodzone. Pasażer ciężarówki i 7 pasażerów pociągu zostało rannych[158].

## Największe wypadki
Dwadzieścia sześć udokumentowanych największych wypadków pod względem liczby ofiar śmiertelnych.
| Ofiary            | Wypadek                                          | Rok  |
| ----------------- | ------------------------------------------------ | ---- |
| 67                | Katastrofa kolejowa pod Otłoczynem               | 1980 |
| Co najmniej 65–70 | Zderzenie przy kopalni w Ludwikowicach Kłodzkich | 1945 |
| 60/134            | Katastrofa kolejowa w Barwałdzie Średnim         | 1944 |
| 41/284            | Zderzenie pociągów w Drzewcach                   | 1941 |
| 34                | Katastrofa kolejowa pod Piotrkowem Trybunalskim  | 1962 |
| 29                | Katastrofa kolejowa pod Starogardem Gdańskim     | 1925 |
| 26                | Katastrofa kolejowa w Juliance                   | 1976 |
| 25                | Katastrofa kolejowa w Osiecku                    | 1981 |
| 21–23             | Katastrofa kolejowa na stacji Łódź Kaliska       | 1946 |
| 20                | Katastrofa kolejowa pod Malborkiem               | 1920 |
| Co najmniej 18    | Katastrofa kolejowa w Sątopach-Samulewie         | 1954 |
| 18                | Katastrofa na szlaku Trzcianka – Piła            | 1920 |
| 17                | Wypadek na przejeździe w Występie                | 1952 |
| 16                | Zderzenie pociągu z autobusem PKS w Opolu        | 1960 |
| 16                | Katastrofa kolejowa pod Radkowicami              | 1973 |
| 16                | Katastrofa kolejowa w Ursusie                    | 1990 |
| 16                | Katastrofa kolejowa pod Szczekocinami            | 2012 |
| 16                | Katastrofa kolejowa w Trzcianie                  | 1918 |
| 12                | Katastrofa kolejowa w Krzeszowicach              | 1934 |
| 12                | Katastrofa kolejowa pod Bydgoszczą               | 1972 |
| 12                | Katastrofa kolejowa w Reptowie                   | 1997 |
| 11                | Wypadek kolejowy w Dębicy                        | 1951 |
| 11                | Katastrofa kolejowa pod Wrocławiem               | 1977 |
| 10                | Katastrofa kolejowa w Powsinie                   | 1939 |
| 10                | Katastrofa kolejowa pod Bytomiem Odrzańskim      | 1988 |
| 10 lub 12         | Katastrofa kolejowa w okolicach wsi Wierzbiczany | 1907 |

## Wypadki niepewne
- 12 października 1941 – katastrofa kolejowa pod Goworowem, spowodowana prawdopodobnie dywersją, w której wyniku zginąć miało co najmniej 15 osób cywilnych (głównie Niemców) i pracowników kolei oraz 19 żołnierzy niemieckich[159].
- 8/9 czerwca 1942 – Adolf Hitler wyjechał pociągiem z Kętrzyna do Berlina, by wziąć udział w pogrzebie Reinharda Heydricha[160]. Polscy partyzanci zaplanowali zabicie Hitlera i wykoleili niemiecki pociąg, jednak okazało się, że nie był to pociąg Hitlera. W ostatniej chwili Hitler zmienił plan podróży i zatrzymał swój pociąg w Malborku[161]. W zamachu partyzanci zabili 400 ludzi[162]. Dostępne relacje na temat tego zamachu są różne i sprzeczne, na pewno wykolejenie nastąpiło między Tczewem a Chojnicami[163].
- 22 października 1949 – katastrofa kolejowa pod Nowym Dworem Mazowieckim, w której miało zginąć około 200 osób. Informacje o katastrofie nigdy nie zostały oficjalne potwierdzone, a o wypadku informowały jedynie dwie amerykańskie gazety lokalne: „Reno Evening Gazette” z 24 października 1949 oraz „Gettysburg Times” z 25 października 1949 r.[164][165][105][166]
- 9 lutego 1952 – katastrofa kolejowa w Rzepinie, w której miało zginąć około 150 osób. Przyczyną wypadku miało być wykolejenie pociągu podczas pokonywania łuku na nasypie[167].
- 5 marca 1954 – katastrofa kolejowa w pobliżu Wałbrzycha, w której miało zginąć około 120 osób. O wypadku informował częściowo odtajniony raport Centralnej Agencji Wywiadowczej[168][169]. Miało dojść do zderzenia dwóch pociągów, pasażerskiego z towarowym. Zachodzi prawdopodobieństwo, że raport dla CIA był niezbyt precyzyjny, bowiem wypadek miał miejsce kilka dni wcześniej (24 lutego 1954 w Świebodzicach koło Wałbrzycha), miał inną przyczynę i znacznie mniejszą liczbę ofiar (zginęło co najmniej 10 osób)[170].

## Wybuchy kotłów w parowozach w Polsce (po 1945)
Przegrzana para wodna o temperaturze 300–400 °C znajduje się w kotle parowozu pod ciśnieniem kilkunastu atmosfer. Ilość zgromadzonej pary, potrzebnej do wykonania pracy maszyny jest znaczna. Parowóz jest urządzeniem bezpiecznym, jednak pod warunkiem prawidłowego użytkowania. Najniebezpieczniejszą sytuacją jest wyczerpanie się wody w kotle do niskiego poziomu i odsłonięcie szczytu skrzyni ogniowej. Wszystkie wybuchy kotłów przedstawione poniżej wydarzyły się właśnie z takiego powodu (z wyjątkiem katastrofy związanej z Ty2-947). Siłę wybuchu może uzmysłowić fakt, że po eksplozji kotła ciężkie elementy kabiny maszynistów znajdowano w odległości nawet 2 km od miejsca wypadku.
| Data       | miejscowość                                     | okoliczności                       | typ, numer | gdzie stacjonował       |
| ---------- | ----------------------------------------------- | ---------------------------------- | ---------- | ----------------------- |
| 14.10.1946 | szlak Charsznica – Wolbrom                      | pociąg 9393                        | Tr203-58   | MD Szczakowa            |
| 22.11.1947 | stacja Szumirad                                 | pociąg 9741                        | Ty2-361    | MD Ostrów Wlkp          |
| 25.11.1947 | bocznica Michalin, szlak Częstochowa – Katowice | manewry                            | Ty2-1050   | MD Częstochowa          |
| 10.12.1947 | stacja Bukowo Człuchowskie                      | pociąg 772                         | Tr203-163  | MD Chojnice             |
| 17.12.1947 | stacja Jaworzyna Śląska                         | manewry                            | Ty2-947    | MD Jaworzyna Śląska     |
| 14.04.1948 | łącznica Warszawa Gołąbki – Józefinów           | pociąg 2123                        | Tr203-397  | MD Warszawa Zachodnia   |
| 25.05.1948 | szlak Czempiń – Iłówiec                         | pociąg 127                         | Tr203-197  | MD Leszno               |
| 19.12.1949 | szlak Ozimek – Opole                            | pociąg 1071                        | Tr203-476  | MD Katowice             |
| 07.10.1954 | szlak Tychowo – Grzmiąca                        |                                    | Tr203-135  | MD Szczecin             |
| 21.01.1962 | szlak Lipie Góry – Babiak                       | pociąg 49283                       | Ty246-17   | MD Bydgoszcz            |
| 04.06.1966 | stacja Prabuty                                  | pociąg 1591                        | Ty2-396    | MD Zajączkowo Tczewskie |
| 20.08.1966 | szlak Majewo – Smętowo                          |                                    | Ty2-889    | MD Zajączkowo Tczewskie |
| 18.03.1967 | stacja mazutowa w MD Białystok                  | grzanie mazutu                     | Ty2-128    | MD Białystok            |
| 10.08.1973 | okolice stacji Radzyń Podlaski                  | pociąg towarowy Rozwadów – Siedlce | Ty51-105   | MD Lublin               |
| 31.08.1977 | szlak Wydminy – Stare Juchy                     | pociąg 98394                       | Ty51-188   | MD Korsze               |
| 20.03.1984 | szlak Lwówek Śląski – Marczów                   | pociąg S846                        | Ty2-536    | MD Jelenia Góra         |